# Pristerognathus
Pristerognathus és un gènere extint de sinàpsids teràpsids de la família dels pristerognàtids; per tant, és un parent llunyà dels mamífers. Els seus fòssils s'han trobat al Karoo de Sud-àfrica. Va ser descrit per primera vegada el 1895 per Harry Seeley Govier, que va trobar el primer crani. Era gros i les potes se situaven més verticalment sota el cos que en els rèptils; tenia el cap gros i unes poderoses mandíbules que, amb grans dents canines, suggereix que era un eficient carnívor. El nom genèric Pristerognathus significa ‘mandíbula de serra’.